# Canonesas de San Agustín de la Congregación de Nuestra Señora
Las Congregación de Nuestra Señora (oficialmente en latín: Congregatio Beatae Mariae Virginis), o también Canonesas de San Agustín de la Congregación de Nuestra Señora, es una congregación religiosa católica femenina monástica de derecho pontificio, fundada por los religiosos franceses Pedro Fourier y María Teresa de Jesús Le Clerc, en Mattaincourt, el 25 de diciembre de 1597. A las religiosas de este instituto se les conoce como canonesas de San Agustín y posponen a sus nombres las siglas C.B.M.V.

## Historia

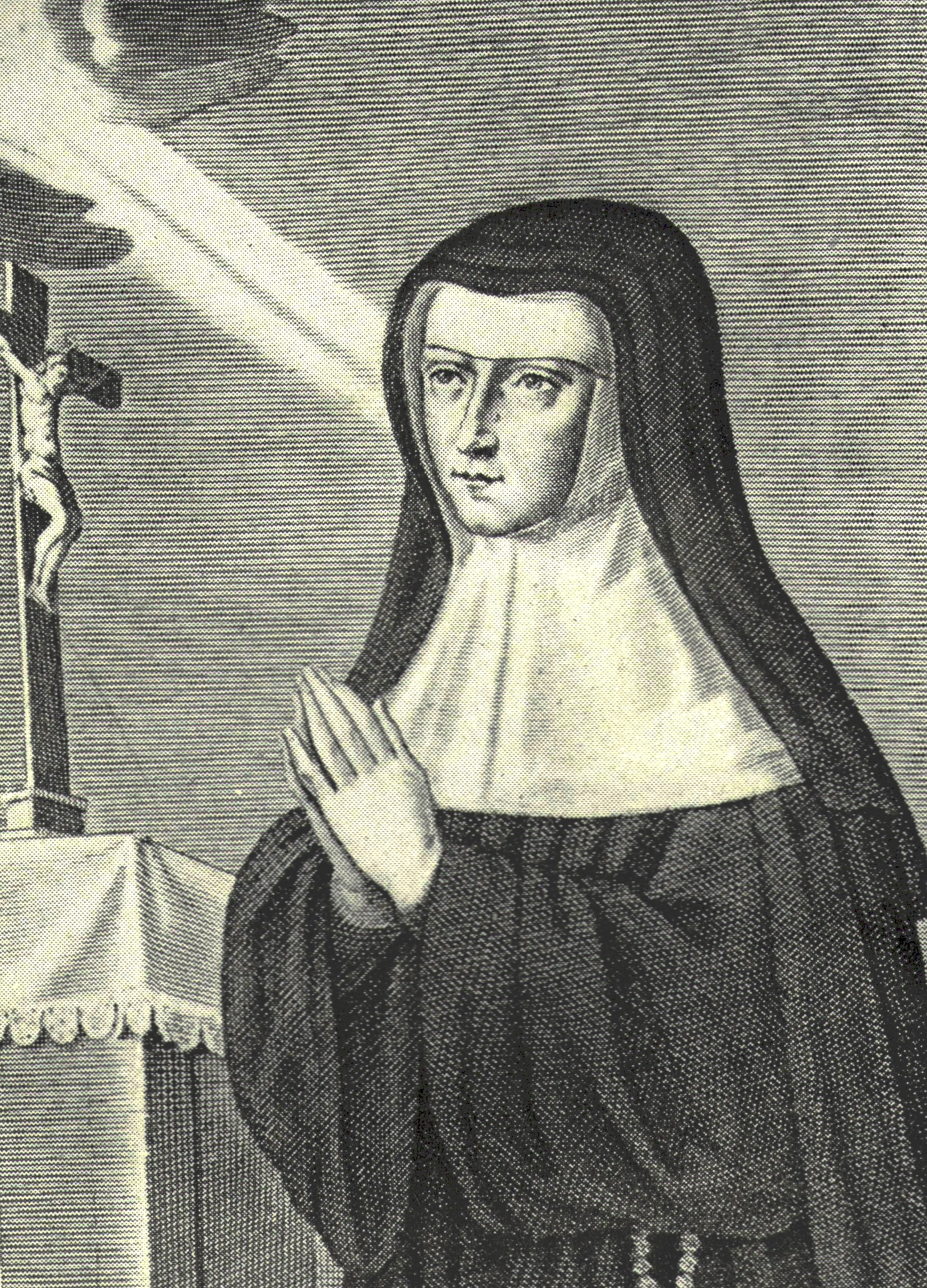
María Teresa de Jesús Le Clerc (1576-1622), cofundadora de la congregación-

El canónigo Pedro Fourier, siendo párroco de las villas de Mattaincourt y Hymont, con la ayuda de Alexia Le Clerc, fundó una congregación de canonesas con el fin de atender una escuela en la región. El 25 de diciembre de 1597 Le Clerc se consagró junto a otras cuatro religiosas, tomó el nombre de María Teresa de Jesús, y así dieron inicio a la Congregación de la Beata María Virgen. Rápidamente se extendió por el Ducado de Lorena, fundando monasterios en Poussay, Mattaincourt, Saint-Mihiel y Nancy. Después se realizaron fundaciones fuera del ducado Verdun y Châlons. El instituto recibió la aprobación del papa Urbano VIII en 1628.
En sus orígenes, los monasterios fueron de clausura, aunque si atendían escuelas, y autónomos, pero a inicios del siglo XX, se crearon dos Uniones (federaciones), una fundada en 1910 con casa madre en Jupille y la otra en 1932 con casa madre en Roma. En 1963 las dos uniones formaron una federación con casa madre en Roma, tomando el nombre de Canonesas de San Agustín de la Congregación de Nuestra Señora.

## Organización
La Congregación de Nuestra Señora es un instituto centralizado, con casa general en Roma y gobernado por una superiora general. En la actualidad el gobierno lo ejerce la religiosa Marie-Alexia Nguyên Thi Hong-Quy.
Las canonesas se dedican a la pastoral educativa y a la liturgia coral solemne. En 2015 eran unas 418 y poseían unas 76 casas, presentes en Bélgica, Brasil, China (Hong Kong), Eslovaquia, Francia, Hungría, Italia, Luxemburgo, México, Países Bajos, Reino Unido, República Democrática del Congo y Vietnam.